# Ballspielverein Borussia 09 Dortmund 1983-1984
Questa voce raccoglie le informazioni riguardanti il Ballspielverein Borussia 09 Dortmund nelle competizioni ufficiali della stagione 1983-1984.

## Stagione
Nella stagione 1983-1984 il Borussia Dortmund, allenato da Uli Maslo, Helmut Witte, Hans-Dieter Tippenhauer e Horst Franz, concluse il campionato di Bundesliga al 13º posto. In Coppa di Germania il Borussia Dortmund fu eliminato al primo turno dall'Amburgo.

## Rosa
| N. |                     | Ruolo | Calciatore           |
| -- | ------------------- | ----- | -------------------- |
|    | Germania (bandiera) | P     | Eike Immel           |
|    | Germania (bandiera) | P     | Rolf Meyer           |
|    | Germania (bandiera) | D     | Herbert Hein         |
|    | Germania (bandiera) | D     | Lothar Huber         |
|    | Germania (bandiera) | D     | Meinolf Koch         |
|    | Germania (bandiera) | D     | Harald Konopka       |
|    | Germania (bandiera) | D     | Ralf Loose           |
|    | Germania (bandiera) | D     | Rolf Rüssmann        |
|    | Germania (bandiera) | D     | Oswald Semlits       |
|    | Germania (bandiera) | D     | Bernd Storck         |
|    | Germania (bandiera) | D     | Franz-Josef Tenhagen |

| N. |                     | Ruolo | Calciatore      |
| -- | ------------------- | ----- | --------------- |
|    | Germania (bandiera) | C     | Uli Bittcher    |
|    | Germania (bandiera) | C     | Michael Lusch   |
|    | Romania (bandiera)  | C     | Marcel Răducanu |
|    | Germania (bandiera) | C     | Manfred Walz    |
|    | Germania (bandiera) | C     | Michael Zorc    |
|    | Germania (bandiera) | A     | Werner Dreßel   |
|    | Turchia (bandiera)  | A     | Erdal Keser     |
|    | Germania (bandiera) | A     | Bernd Klotz     |
|    | Germania (bandiera) | A     | Siegfried Reich |
|    | Germania (bandiera) | A     | Jürgen Wegmann  |

## Organigramma societario
Area tecnica
- Allenatore: Horst Franz
- Allenatore in seconda:
- Preparatore dei portieri:
- Preparatori atletici:

## Calciomercato

### Sessione estiva
| Acquisti | Acquisti        | Acquisti            | Acquisti |
| R.       | Nome            | da                  | Modalità |
| -------- | --------------- | ------------------- | -------- |
| A        | Werner Dreßel   | Norimberga          |          |
| C        | Uli Bittcher    | Schalke 04          |          |
| P        | Rolf Meyer      | Osnabrück           |          |
| A        | Siegfried Reich | Borussia M'gladbach |          |
| A        | Fred Schaub     | Greuther Fürth      |          |
| D        | Oswald Semlits  | Paderborn           |          |
| D        | Bernd Storck    | Bochum              |          |

| Cessioni | Cessioni               | Cessioni             | Cessioni |
| R.       | Nome                   | a                    | Modalità |
| -------- | ---------------------- | -------------------- | -------- |
| A        | Fred Schaub            | Hannover 96          |          |
| A        | Franz-Josef Schmedding | BV 08 Lüttringhausen |          |
| A        | Rüdiger Abramczik      | Norimberga           |          |
| P        | Horst Bertram          | Bocholt              |          |
| C        | Siegfried Bönighausen  | Bochum               |          |
| A        | Manfred Burgsmüller    | Norimberga           |          |
| D        | Horst Freund           | Rot-Weiss Essen      |          |
| D        | Jörg Horn              | Borussia Dortmund II |          |
| D        | Hans-Joachim Wagner    | Rot-Weiss Essen      |          |

### Sessione invernale
| Acquisti | Acquisti       | Acquisti        | Acquisti |
| R.       | Nome           | da              | Modalità |
| -------- | -------------- | --------------- | -------- |
| A        | Jürgen Wegmann | Rot-Weiss Essen |          |
| D        | Harald Konopka | Colonia         |          |

| Cessioni | Cessioni              | Cessioni  | Cessioni |
| R.       | Nome                  | a         | Modalità |
| -------- | --------------------- | --------- | -------- |
| A        | Heinz-Werner Eggeling | Osnabrück |          |

## Risultati

### Bundesliga

#### Girone di andata
| Arbitro: | Niebergall |

|                       |           |                |
| Svensson 39’ Mohr 63’ | Marcatori | 50’, 66’ Reich |

| Arbitro: | Schmidhuber |

|                  |           |                             |
| Klotz 89’ (rig.) | Marcatori | 52’ Jakobs 85’ (rig.) Kaltz |

| Arbitro: | Retzmann |

|                               |           |                      |
| Brummer 33’ Brehme 64’ (rig.) | Marcatori | 73’ Schaub 81’ Klotz |

| Arbitro: | Roth |

|  |           |                                              |
|  | Marcatori | 30’ Förster 48’ Niedermayer 77’ Corneliusson |

| Arbitro: | Dellwing |

|                      |           |               |
| Keser 25’ Dreßel 30’ | Marcatori | 85’ Sackewitz |

| Arbitro: | Barnick |

|                                  |           |                                |
| Vöge 30’ Röber 76’ Waas 81’, 90’ | Marcatori | 32’ (rig.) Răducanu 79’ Dreßel |

| Arbitro: | Walz |

|                     |           |  |
| Răducanu 45’ (rig.) | Marcatori |  |

| Arbitro: | Osmers |

|                                                                    |           |  |
| Bockenfeld 17’ Bommer 18’, 58’ Dusend 39’, 62’ Zewe 80’ Thiele 90’ | Marcatori |  |

| Arbitro: | Werner |

|                                              |           |             |
| Keser 34’ Klotz 52’ Semlits 57’ Răducanu 83’ | Marcatori | 78’ Peukert |

| Arbitro: | Tritschler |

|                                |           |          |
| Bracht 17’ Reinders 65’ (rig.) | Marcatori | 52’ Koch |

| Arbitro: | Brehm |

|  |           |                              |
|  | Marcatori | 67’ Pahl 75’ (rig.) Hollmann |

| Arbitro: | Heitmann |

|                                             |           |            |
| Walter 17’, 39’ Knapp 47’ Sebert 62’ (rig.) | Marcatori | 75’ Dreßel |

| Arbitro: | Stäglich |

|             |           |              |
| Eggeling 9’ | Marcatori | 45’ Schreier |

| Arbitro: | Dellwing |

|                         |           |                 |
| Mill 5’ Hochstätter 33’ | Marcatori | 80’ (rig.) Zorc |

| Dortmund 26 novembre 1983, ore 15:30 CET 15ª giornata | Borussia Dortmund | 0 – 0 referto | Colonia | Westfalenstadion (18 500 spett.)\| Arbitro: \| Walz \| |
| Arbitro:                                              | Walz              |               |         |                                                        |

| Arbitro: | Theobald |

|           |           |  |
| Lerby 52’ | Marcatori |  |

| Arbitro: | Hontheim |

|                             |           |           |
| Keser 51’, 58’ Rüssmann 75’ | Marcatori | 87’ Giske |

#### Girone di ritorno
| Arbitro: | Föckler |

|                          |           |  |
| Răducanu 60’ Wegmann 80’ | Marcatori |  |

| Arbitro: | Brehm |

|                                                                          |           |                           |
| Kaltz 8’ (rig.) Jakobs 9’ Wuttke 49’, 89’ Hartwig 66’ Rolff 83’ Groh 87’ | Marcatori | 26’ Răducanu 67’ Bittcher |

| Arbitro: | Ermer |

|                 |           |  |
| Zorc 25’ (rig.) | Marcatori |  |

| Arbitro: | Wiesel |

|                                       |           |                 |
| Reichert 37’ Ohlicher 44’ Förster 60’ | Marcatori | 86’ (rig.) Zorc |

| Arbitro: | Eschweiler |

|                 |           |                     |
| Herget 31’, 54’ | Marcatori | 58’ (rig.) Răducanu |

| Arbitro: | Ahlenfelder |

|                                 |           |  |
| Keser 13’ Klotz 20’ Wegmann 30’ | Marcatori |  |

| Bielefeld 10 marzo 1984, ore 15:30 CET 24ª giornata | Arminia Bielefeld | 0 – 0 referto | Borussia Dortmund | Bielefelder Alm (16 000 spett.)\| Arbitro: \| Correll \| |
| Arbitro:                                            | Correll           |               |                   |                                                          |

| Arbitro: | Wippker |

|                                                              |           |  |
| Klotz 48’, 87’ Zorc 66’, 73’ (rig.) Wegmann 69’ Răducanu 82’ | Marcatori |  |

| Offenbach am Main 23 marzo 1984, ore 20:00 CET 26ª giornata | Kickers Offenbach | 0 – 0 referto | Borussia Dortmund | Stadion am Bieberer Berg (13 000 spett.)\| Arbitro: \| Barnick \| |
| Arbitro:                                                    | Barnick           |               |                   |                                                                   |

| Arbitro: | Michel |

|                     |           |                                |
| Klotz 19’ Loose 38’ | Marcatori | 20’ Meier 55’ Sidka 65’ Völler |

| Arbitro: | Huster |

|                                                               |           |  |
| Worm 30’ Hollmann 52’ (rig.) Geyer 59’ Studzizba 69’ Pahl 85’ | Marcatori |  |

| Arbitro: | Umbach |

|                                          |           |          |
| Storck 39’ Keser 48’ Klotz 78’ Lusch 86’ | Marcatori | 49’ Linz |

| Arbitro: | Pauly |

|                       |           |                          |
| Schreier 21’ Kühn 33’ | Marcatori | 48’ Wegmann 57’ Rüssmann |

| Arbitro: | Osmers |

|                                                     |           |             |
| Răducanu 32’ (rig.) Klotz 74’ Wegmann 85’ Keser 89’ | Marcatori | 40’ Pinkall |

| Arbitro: | Hontheim |

|                                                        |           |                       |
| Lefkes 47’ Littbarski 54’, 84’ Hartmann 73’ Allofs 87’ | Marcatori | 20’ Rüssmann 43’ Koch |

| Arbitro: | Niebergall |

|           |           |               |
| Keser 78’ | Marcatori | 55’ Nachtweih |

| Arbitro: | Walz |

|  |           |                       |
|  | Marcatori | 55’ Wegmann 65’ Keser |

### Coppa di Germania
| Arbitro: | Wiesel |

|                                                   |           |           |
| Walz 28’ (aut.) Rolff 60’ Schröder 64’ Magath 84’ | Marcatori | 86’ Klotz |

## Statistiche

### Statistiche di squadra
| Competizione      | Punti | In casa | In casa | In casa | In casa | In casa | In casa | In trasferta | In trasferta | In trasferta | In trasferta | In trasferta | In trasferta | Totale | Totale | Totale | Totale | Totale | Totale | DR  |
| Competizione      | Punti | G       | V       | N       | P       | Gf      | Gs      | G            | V            | N            | P            | Gf           | Gs           | G      | V      | N      | P      | Gf     | Gs     | DR  |
| ----------------- | ----- | ------- | ------- | ------- | ------- | ------- | ------- | ------------ | ------------ | ------------ | ------------ | ------------ | ------------ | ------ | ------ | ------ | ------ | ------ | ------ | --- |
| Bundesliga        | 30    | 17      | 10      | 3       | 4       | 35      | 17      | 17           | 1            | 5            | 11           | 19           | 48           | 34     | 11     | 8      | 15     | 54     | 65     | -11 |
| Coppa di Germania | -     | 0       | 0       | 0       | 0       | 0       | 0       | 1            | 0            | 0            | 1            | 1            | 4            | 1      | 0      | 0      | 1      | 1      | 4      | -3  |
| Totale            | 30    | 17      | 10      | 3       | 4       | 35      | 17      | 18           | 1            | 5            | 12           | 20           | 52           | 35     | 11     | 8      | 16     | 55     | 69     | -14 |

### Andamento in campionato
| Giornata  | 1 | 2  | 3  | 4  | 5  | 6  | 7  | 8  | 9  | 10 | 11 | 12 | 13 | 14 | 15 | 16 | 17 | 18 | 19 | 20 | 21 | 22 | 23 | 24 | 25 | 26 | 27 | 28 | 29 | 30 | 31 | 32 | 33 | 34 |
| --------- | - | -- | -- | -- | -- | -- | -- | -- | -- | -- | -- | -- | -- | -- | -- | -- | -- | -- | -- | -- | -- | -- | -- | -- | -- | -- | -- | -- | -- | -- | -- | -- | -- | -- |
| Luogo     | T | C  | T  | C  | C  | T  | C  | T  | C  | T  | C  | T  | C  | T  | C  | T  | C  | C  | T  | C  | T  | T  | C  | T  | C  | T  | C  | T  | C  | T  | C  | T  | C  | T  |
| Risultato | N | P  | N  | P  | V  | P  | V  | P  | V  | P  | P  | P  | N  | P  | N  | P  | V  | V  | P  | V  | P  | P  | V  | N  | V  | N  | P  | P  | V  | N  | V  | P  | N  | V  |
| Posizione | 8 | 15 | 12 | 17 | 16 | 17 | 11 | 17 | 12 | 15 | 16 | 17 | 15 | 16 | 15 | 15 | 15 | 15 | 15 | 14 | 15 | 15 | 15 | 14 | 13 | 13 | 14 | 14 | 14 | 13 | 13 | 13 | 14 | 13 |

Legenda:

Luogo: C = Casa; T = Trasferta. Risultato: V = Vittoria; N = Pareggio; P = Sconfitta.

### Statistiche dei giocatori
| Giocatore     | Bundesliga | Bundesliga | Bundesliga  | Bundesliga | Coppa di Germania | Coppa di Germania | Coppa di Germania | Coppa di Germania | Totale   | Totale | Totale      | Totale     |
| Giocatore     | Presenze   | Reti       | Ammonizioni | Espulsioni | Presenze          | Reti              | Ammonizioni       | Espulsioni        | Presenze | Reti   | Ammonizioni | Espulsioni |
| ------------- | ---------- | ---------- | ----------- | ---------- | ----------------- | ----------------- | ----------------- | ----------------- | -------- | ------ | ----------- | ---------- |
| U. Bittcher   | 27         | 1          | 2           | 0          | 0                 | 0                 | 0                 | 0                 | 27       | 1      | 2           | 0          |
| W. Dreßel     | 27         | 3          | 0           | 0          | 0                 | 0                 | 0                 | 0                 | 27       | 3      | 0           | 0          |
| H. Eggeling   | 2          | 1          | 0           | 0          | 0                 | 0                 | 0                 | 0                 | 2        | 1      | 0           | 0          |
| H. Hein       | 8          | 0          | 2           | 0          | 1                 | 0                 | 0                 | 0                 | 9        | 0      | 2           | 0          |
| L. Huber      | 12         | 0          | 2           | 0          | 1                 | 0                 | 0                 | 0                 | 13       | 0      | 2           | 0          |
| E. Immel      | 33         | 0          | 0           | 0          | 1                 | 0                 | 0                 | 0                 | 34       | 0      | 0           | 0          |
| E. Keser      | 29         | 9          | 8           | 0          | 1                 | 0                 | 0                 | 0                 | 30       | 9      | 8           | 0          |
| B. Klotz      | 30         | 9          | 3           | 1          | 1                 | 1                 | 0                 | 0                 | 31       | 10     | 3           | 1          |
| M. Koch       | 29         | 2          | 1           | 0          | 1                 | 0                 | 0                 | 0                 | 30       | 2      | 1           | 0          |
| H. Konopka    | 17         | 0          | 4           | 0          | 0                 | 0                 | 0                 | 0                 | 17       | 0      | 4           | 0          |
| R. Loose      | 16         | 1          | 1           | 0          | 1                 | 0                 | 0                 | 0                 | 17       | 1      | 1           | 0          |
| M. Lusch      | 13         | 1          | 0           | 0          | 0                 | 0                 | 0                 | 0                 | 13       | 1      | 0           | 0          |
| R. Meyer      | 1          | 0          | 0           | 0          | 0                 | 0                 | 0                 | 0                 | 1        | 0      | 0           | 0          |
| S. Reich      | 14         | 2          | 1           | 0          | 0                 | 0                 | 0                 | 0                 | 14       | 2      | 1           | 0          |
| R. Rüssmann   | 33         | 3          | 1           | 0          | 1                 | 0                 | 0                 | 0                 | 34       | 3      | 1           | 0          |
| M. Răducanu   | 26         | 8          | 0           | 0          | 1                 | 0                 | 0                 | 0                 | 27       | 8      | 0           | 0          |
| F. Schaub     | 6          | 1          | 0           | 0          | 1                 | 0                 | 0                 | 0                 | 7        | 1      | 0           | 0          |
| F. Schmedding | 1          | 0          | 0           | 0          | 0                 | 0                 | 0                 | 0                 | 1        | 0      | 0           | 0          |
| O. Semlits    | 4          | 1          | 0           | 0          | 0                 | 0                 | 0                 | 0                 | 4        | 1      | 0           | 0          |
| B. Storck     | 25         | 1          | 4           | 0          | 0                 | 0                 | 0                 | 0                 | 25       | 1      | 4           | 0          |
| F. Tenhagen   | 22         | 0          | 2           | 0          | 1                 | 0                 | 0                 | 0                 | 23       | 0      | 2           | 0          |
| M. Walz       | 5          | 0          | 0           | 0          | 1                 | 0                 | 0                 | 0                 | 6        | 0      | 0           | 0          |
| J. Wegmann    | 17         | 6          | 0           | 0          | 0                 | 0                 | 0                 | 0                 | 17       | 6      | 0           | 0          |
| M. Zorc       | 30         | 5          | 2           | 1          | 1                 | 0                 | 0                 | 0                 | 31       | 5      | 2           | 1          |